# فرانكي بيرن
فرانكي بيرن (بالإنجليزية: Frankie Byrne)‏ هي مقدمة برامج إذاعية أيرلندية، ولدت في 1922، وتوفيت في 11 ديسمبر 1993.